# Ghulam Azam
Ghulam Azam (né le 7 novembre 1922 à Dacca au Raj britannique, aujourd'hui ville de Bangladesh, et mort le 23 octobre 2014) est un dirigeant islamiste et homme politique bangladais pro-pakistanais. Il a été le chef du parti politique islamiste principal du Bangladesh, Jamaat-e-Islami Bangladesh, jusqu'en 2000.

## Biographie
Lors de la Guerre de libération du Bangladesh, il se montre largement défavorable envers l'indépendance du pays. Il mène des milices pro-pakistanaises à massacrer des intellectuels bangladais.
Il est arrêté puis amené devant le Tribunal pour les crimes internationaux du Bangladesh pour crime de guerre. Il est condamné à 90 ans de prison le 15 juillet 2013 par ce même tribunal. Cette peine est critiquée autant par le gouvernement, qui trouve la peine trop clémente, que par la défense, qui trouve que la condamnation affiche des motifs politiques. Durant son procès, il a été comparé à Adolf Hitler.